# 풍도동
풍도동은 안산시의 법정동이다.

## 교통
풍도동에 속하는 풍도와 육도는 외딴 섬으로 정기 여객선이 하루에 1번 꼴로 다니고 있다.
과거에는 동주민센터가 있는 대부도와 연락선이 없었으나 인천을 오가는 배가 방아머리항을 경유하도록 변경되어 현재는 배가 다닌다. 안산시청이 있는 안산시 본토와의 연락은 대부도에서 환승해야 한다. 

## 지리
풍도 본 섬과, 동쪽에 있는 육도열도로 나윈다. 육도열도는 북쪽부터 말육도, 종육도, 육도, 중육도, 미육도, 물우녀섬이다.